# Soyaló
Soyaló è un comune del Messico, situato nello stato di Chiapas.